# 天主教恩塞纳达教区
天主教恩塞納達教區（拉丁語：Dioecesis Sinuensis），是墨西哥一個天主教教區，位於西部下加利福尼亚州恩塞納達。屬蒂華納總教區。
教區成立於2007年1月26日。2007年有教友621,346人，佔總人口94.3%。有廿三個堂區、司鐸四十三人。目前教區主教席位處於出缺狀態。